# 니클라스 실프베르시욀드 남작

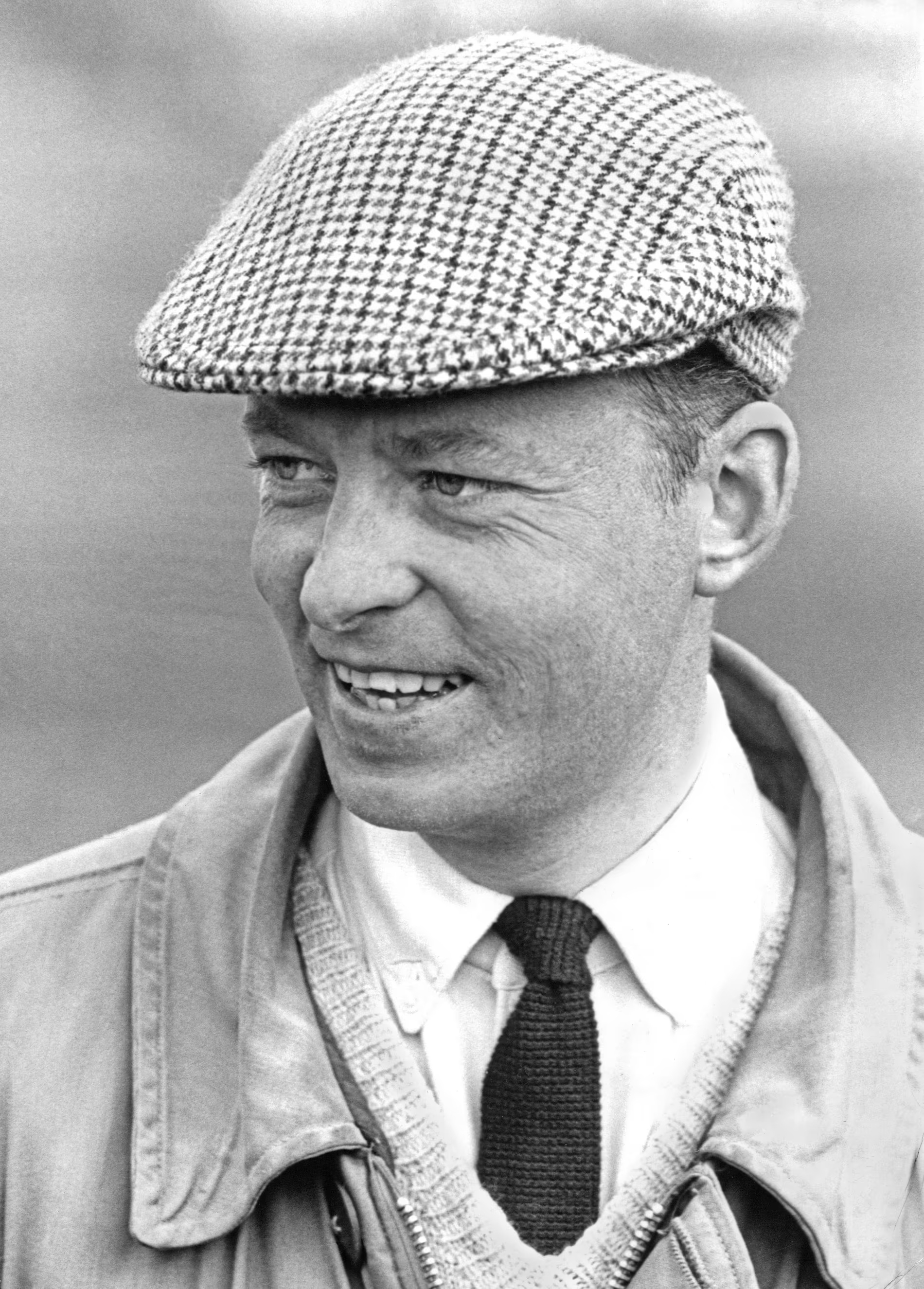
니클라스 실프베르시욀드 남작

닐스아우구스트 오토 니콜라스 실프베르시욀드 남작(Baron Niels-August Otto Carl Nicolas Silfverschiöld, 1934년 5월 31일 ~ 2017년 4월 11일)은 스웨덴의 귀족이자 지주였다. 1964년부터 그는 스웨덴의 왕 칼 16세 구스타프의 셋째 누나인 데시리에 공주의 남편이었다.